# Женские радости и печали
«Женские радости и печали» — советский фильм 1982 года режиссёра Юрия Черного по одноимённому роману Константина Басенко.

## Сюжет
Великая Отечественная война. На курсах школы матросов-связистов между курсанткой Марьяной Чернец и командиром группы Лагодой возникает чувство. Но война разлучает их — Лагода получает назначение в десантный батальон, а Марьяна остаётся в тылу. Во время короткого отпуска Лагоды они решают пожениться. Вскоре Лагода уходит с десантом в море и погибает в бою. Марьяна продолжает воевать и верить в Победу.

## В ролях
- Оксана Архангельская — Марьяна Чернец
- Владимир Вихров — Володя Лагода
- Валерий Юрченко -комбат Задеря
- Нина Колчина-Бунь — Маруся Ушакова
- Николай Олейник — замполит Карху
- Анатолий Рудаков — Николай Перов
- Вера Харыбина — Лида Борисенко
- Сергей Пожогин — Анатолий Балдинов
- Богдан Бенюк — Юлий Дубровин
- Анна Гуляренко — Настя
- Маргарита Криницына — главврач
- Николай Рушковский — адмирал
- Богдан Жолдак — Федя Пузик, морской пехотинец
- Николай Слёзка — командир радиостанции
- Виктор Панченко — интендант
- Виктор Мирошниченко — начальник школы, капитан 2-го ранга
- Игорь Старков — старший сержант
- Геннадий Болотов — старшина
- Юрий Вотяков — матрос
- Рудольф Мухин — морской пехотинец
- Леонид Яновский — лейтенант